# Hugo von Hofmannsthal

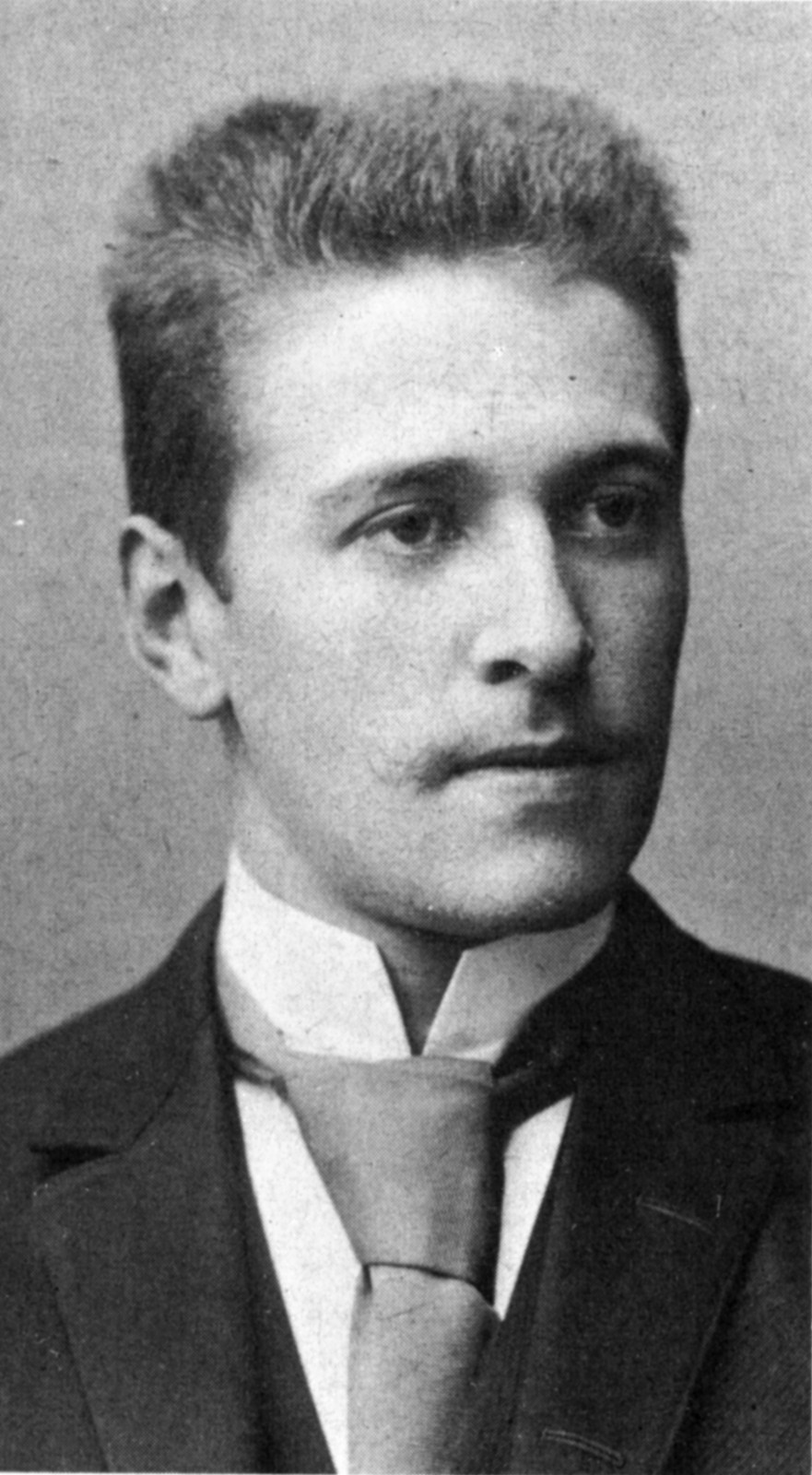
Hugo von Hofmannsthal

Hugo Laurenz August Hofmann Edler von Hofmannsthal (Wenen, 1 februari 1874 – Rodaun, 15 juli 1929) was een Oostenrijks schrijver, op het eind van het symbolisme, en medeoprichter van de Salzburger Festspiele. Hij werkte ook met Richard Strauss samen.

## Leven
Hofmannsthal was de zoon van een bankdirecteur in Wenen. Tijdens zijn jeugd kreeg hij privéles als voorbereiding op het Akademisches Gymnasium van Wenen, dat hij tussen 1884 en 1892 bezocht. Hij leerde er onder andere Frans, Engels en Italiaans. Hij ontmoette Arthur Schnitzler in 1890, en in 1891 Stefan George en Henrik Ibsen. Reeds als scholier publiceerde hij gedichten, wat toentertijd verboden was; deswege gebruikte hij het pseudoniem Loris. Hij oogstte zeer snel succes en werd op zijn zeventiende in de schrijverskring van Griensteidl opgenomen; daarmee werd hij een van de vertegenwoordigers van het zogenaamde Jonge Wenen.
In 1892 schreef hij reeds de proloog voor Schnitzlers Anatol, en hij publiceerde tevens in Georges Blätter für die Kunst. Met George had hij een ambigue relatie – in feite heeft hij George afgewezen –, en hij werd door hem tot een duel uitgedaagd, dat evenwel nooit plaatsgreep. In zijn vroege periode was Hofmannsthal nog, zoals George, een estheticist, die niets dan de schoonheid en de harmonie wenste te cultiveren, zonder zich om de maatschappij te bekommeren. Tussen 1892 en 1894 studeerde hij rechten aan de universiteit van Wenen, waarna hij een jaar vrijwillige legerdienst opnam in Göding. Vanaf 1895 studeerde hij Romaanse filologie en ging hij nog tweemaal op militaire oefening in Galicië. In 1901 huwde hij met Gertrude Schlesinger.
Hofmannsthal had ambitieuze plannen voor romans en novelles, maar kreeg rond de eeuwwisseling het gevoel dat hij de mogelijkheden van de taal had uitgeput: het symbolistische idioom dat hij zo sterk had doorgedreven had het einde van zijn kunnen bereikt. Hij schreef een soort essay in de vorm van een fictieve brief van de niet bestaande Lord Chandos aan Francis Bacon in de vroege zeventiende eeuw. In deze brief trekt Lord Chandos in twijfel of men in staat is met behulp van de taal de universele betekenis uit te drukken. De conclusie is negatief; Hofmannsthal geloofde van toen af aan dat de mens niet moet vertrouwen op de kosmische harmonie, maar zelf een inspanning moet leveren om zijn leven 'echt' te maken, en hij kreeg een afkeer van het hermetische, dandyeske estheticisme, dat hij sedertdien als decadent ervoer. De vroege novelles van Hofmannsthal zijn ondergewaardeerde werken, grotendeels omdat hij ze zelf slecht vond; nochtans tonen ze op kunstige wijze zijn zoeken naar een nieuw uitdrukkingsmiddel. Hofmannsthal begon mengvormen tussen genres te creëren: hij maakte fictieve werken in de vorm van reisverslagen, en schreef teksten waarvan het niet duidelijk is of ze nu didactische dialogen of toneelstukken zijn. Zijn aandacht ging zeer sterk naar het theater uit: geïnspireerd door de in zwang geraakte psychoanalyse van Freud en zijn belangstelling voor antieke mythologie schreef hij een aantal stukken over Oedipus. Ook danstheater interesseerde hem.
Hofmannsthal was sterk aangedaan door het verval van de Habsburgse monarchie. Tijdens de Eerste Wereldoorlog kreeg hij van het Ministerie van Cultuur de opdracht voor cultuur te zorgen: het resultaat was de oprichting van de Salzburger Festspiele, samen met Max Reinhardt en Richard Strauss. Met Strauss werkte hij in de daaropvolgende jaren nog vaker samen: hij leverde libretti voor onder andere Der Rosenkavalier en Ariadne auf Naxos. Hofmannsthal begon ook komedies te schrijven en oefende geleidelijk aan een steeds sterkere invloed uit op het Oostenrijkse culturele leven. Hij bewerkte, zoals Grillparzer, La vida es sueño van Calderón de la Barca: dit werd bij hem Das Salzburger Große Welttheater. Op deze manier speelde hij in op de gevestigde traditie van het Baroktheater, dat in Oostenrijk nog levendig was. Ook zijn bewerking van het middeleeuwse Jedermann is een klassieker geworden.
Hugo von Hofmannsthal was bijzonder productief; vele van zijn plannen zijn evenwel onafgewerkt gebleven. Hij gaf ook meerdere verzamelbanden met redevoeringen en verhandelingen uit. In de jaren twintig gaf hij lezingen over de kunst en het cultuurleven: hij aardde niet in de modernistische, formele kunststromingen zoals het dadaïsme en verlangde naar een conservatieve kunst, waarin de mens zijn geest ontwikkelt en door middel van de kunst tot wijsheid komt. De kunst van een volk was, in de opvatting van Hofmannsthal, de sleutel tot de cultuur en de geest van dat volk (Wert und Ehre deutscher Sprache). De latere invulling van dit conservatieve verlangen door het nazisme heeft hij niet meegemaakt: in 1929 pleegde zijn zoon zelfmoord; twee dagen later stierf hijzelf.
Hugo von Hofmannsthal staat aan het einde van een lange traditie. Vóór het modernisme was, in de nasleep van de romantiek, het realisme en het symbolisme, in de literatuur uitgebreid geëxperimenteerd met verschillende uitdrukkingsvormen, die streefden naar de gevoelswereld of innerlijke mens, en de manier waarop mensen in de wereld functioneren poogden weer te geven. Hofmannsthal rekte de mogelijkheden van deze traditie tot hun uiterste, zonder de focus naar formalistisch experiment te verleggen. Hij was diep geworteld in de Heimatkunst, maar besteedde tezelfdertijd aandacht aan het filosofische aspect van het theater; voor hem was het theater een microkosmos, het leven in het klein, en mensen moeten moeite doen om zichzelf te leren kennen door hun positie in het wereldtheater te onderzoeken. Dit onderscheidde hem van het introspectieve symbolisme. Het belang van Hofmannsthal voor de Duitstalige literatuur is derhalve aanzienlijk.

## Trivia
- De Zwitserse Olga Brand behaalde in 1932 een doctoraat met een proefschrift over Hugo von Hofmannsthal.[1]

## Werken
- 1891 Gestern. Dramatische Studie (toneel)
- 1892 Der Tod des Tizian (fragmentarisch toneel)
- 1893 Roman des inneren Lebens (roman)
- 1894 Der Thor und der Tod (toneel)
- 1895 Das Märchen der 672. Nacht (novelle)
- 1896 Die Beiden
- 1897 Über den Sprachgebrauch bei den Dichtern der Plejade (dissertatie)
- 1897 Der weiße Fächer (toneel)
- 1897 Kaiser und Hexe (toneel)
- 1898 Die Frau im Fenster (toneel)
- 1898 Die Hochzeit der Sobeide (toneel)
- 1898 Der Abenteurer und die Sängerin (toneel)
- 1899 Reitergeschichte (novelle)
- 1900 Das Bergwerk zu Falun (toneel, voltooid 1932)
- 1900 Erlebnis des Marschalls von Bassompierre (novelle)
- 1901 Studie über die Entwickelung des Dichters Victor Hugo (dissertatie)
- 1901 Der Triumph der Zeit (danstoneel)
- 1902 Ein Brief (essay)
- 1903 Das Welttheater oder die Glücklichen (toneel)
- 1904 Elektra (toneel)
- 1906 Ödipus und die Sphinx (toneel)
- 1910 Cristinas Heimreise (toneel)
- 1910 Amor und Psyche (danstoneel)
- 1910 Das fremde Mädchen (danstoneel)
- 1911 Jedermann. Das Spiel vom Sterben des reichen Mannes (toneel)
- 1911 Der Rosenkavalier (libretto)
- 1911 König Ödipus (toneel)
- 1912 Ariadne auf Naxos (libretto)
- 1917 Die Frau ohne Schatten (libretto en novelle)
- 1917 Die grüne Flöte (danstoneel)
- 1917 Prima Ballerina (danstoneel)
- 1921 Der Schwierige (toneel)
- 1922 Das Salzburger Große Welttheater (toneel)
- 1923 Der Unbestechliche (toneel)
- 1925 Der Turm (toneel, herwerkt 1927)
- 1927 Das Schrifttum als geistiger Raum der Nation (redevoering)
- 1927 Die ägyptische Helena (libretto)
- 1927 Andreas oder Die Vereinigten (onvoltooide roman, begonnen 1907)
- 1927 Wert und Ehre deutscher Sprache (redevoering)
- 1929 Arabella oder der Fiakerball (libretto)
- 2015 Het geluk onderweg (het vroege proza) vertaling Alfred Krans